# Горгачі
Горгачі (рос. Горгачи) — село у Шатойському районі Чечні Російської Федерації.
Населення становить 142 особи. Входить до складу муніципального утворення Вашендаройське сільське поселення.

## Історія
Згідно із законом від 20 лютого 2009 року органом місцевого самоврядування є Вашендаройське сільське поселення.

## Населення
| 1990 | 2002 | 2010 |
| ---- | ---- | ---- |
| 115  | ↗169 | ↘142 |